# Cagny (Calvados)
Cagny település Franciaországban, Calvados megyében. Lakosainak száma 2075 fő (2022. január 1.). Cagny Banneville-la-Campagne, Démouville, Émiéville, Frénouville, Giberville, Grentheville és Mondeville községekkel határos.

## Népesség
A település népessége az elmúlt években az alábbi módon változott:
| Lakosok száma | 1021 | 878  | 1650 | 1503 | 1495 | 1718 | 1910 | 1966 | 2003 | 2075 |
|               | 1968 | 1982 | 1990 | 2006 | 2013 | 2015 | 2017 | 2019 | 2020 | 2022 |